# Kreis Coesfeld (1816–1974)
Der Kreis Coesfeld war ein Kreis im Norden von Nordrhein-Westfalen (Deutschland). Am 1. Januar 1975 wurde er im Zuge der Gebietsreform durch das Münster/Hamm-Gesetz aufgelöst und gemeinsam mit dem Kreis Lüdinghausen und Teilen des Kreises Münster zum neuen Kreis Coesfeld vereinigt.

## Geographie
Der Kreis Coesfeld grenzte 1974 im Uhrzeigersinn im Nordwesten beginnend an die Kreise Ahaus, Steinfurt, Münster, Lüdinghausen, Recklinghausen und Borken.

## Geschichte

Der Altkreis Coesfeld im Jahr 1847

Nach dem Abzug der französischen Truppen 1813 und dem Wiener Kongress 1815 wurde das heutige Kreisgebiet Teil der preußischen Provinz Westfalen. 1816 erfolgte die Verwaltungsgliederung in die Landkreise Coesfeld und Lüdinghausen im Regierungsbezirk Münster. Erster Landrat des Kreises Coesfeld wurde Clemens Maria Franz von Bönninghausen, Sitz der Kreisverwaltung wurde dessen Privathaus, das Haus Darup zu Darup.
1832 wurde Havixbeck aus dem Kreis Coesfeld in den Landkreis Münster umgegliedert. Danach war der Kreis bis 1843 in die acht Bürgermeistereien Billerbeck, Buldern, Coesfeld, Dülmen, Gescher, Haltern, Osterwick und Rorup eingeteilt. Das erste Kreisverfassungsrecht war die Kreisordnung aus dem Jahr 1827. Sie gab den Landkreisen jedoch keine echte Selbstverwaltung. Die ständischen Kreistage hatten nur beratende Funktion.
Mit der Einführung der Landgemeinde-Ordnung für die Provinz Westfalen wurden in den Jahren 1843 und 1844 die Bürgermeistereien in Ämter überführt. Das aus der Gemeinde Lette bestehende Amt Lette hatte nur kurzzeitig Bestand und wurde 1851 in das Amt Rorup eingegliedert. Der Kreis Coesfeld war danach in die folgenden Ämter und Gemeinden gegliedert:
| Amt        | Gemeinden                                                                   |
| ---------- | --------------------------------------------------------------------------- |
| Billerbeck | Beerlage, Stadt Billerbeck und Kirchspiel Billerbeck                        |
| Buldern    | Buldern und Hiddingsel                                                      |
| Coesfeld   | Kirchspiel Coesfeld                                                         |
| Darfeld    | Darfeld                                                                     |
| Dülmen     | Kirchspiel Dülmen, Hausdülmen und Merfeld                                   |
| Gescher    | Büren, Estern, Gescher, Harwick, Tungerloh-Capellen und Tungerloh-Pröbsting |
| Haltern    | Kirchspiel Haltern, Hullern und Lippramsdorf                                |
| Osterwick  | Holtwick und Osterwick                                                      |
| Rorup      | Darup, Lette, Limbergen und Rorup                                           |

Die Städte Coesfeld, Dülmen und Haltern blieben amtsfrei.
Mit der Kreisordnung des Jahres 1886 kam dann die Selbstverwaltung, das Verwaltungsorgan wurde der Kreisausschuss. 1933 wurde unter nationalsozialistischer Diktatur die staatliche Beschlusszuständigkeit des Kreisausschusses den Landräten zugesprochen. Der Kreisausschuss hielt nur noch beratende Funktion, wobei allerdings die Kreisordnung von 1886 noch bis zum Ende des Zweiten Weltkriegs galt.
Die Stadt Haltern und das Amt Haltern wurden aufgrund des Gesetzes über die kommunale Neugliederung des rheinisch-westfälischen Industriegebiets 1929 an den Landkreis Recklinghausen abgegeben.
Am 1. April 1930 verlor Hausdülmen die Gebietshoheit und wurde dem Kirchspiel Dülmen zugeordnet.
Darfeld wurde 1934 in das Amt Osterwick eingegliedert. Gleichzeitig wurde das Amt Coesfeld aufgehoben, wodurch die Gemeinde Kirchspiel Coesfeld amtsfrei wurde.
Ab 1945 oblag der britischen Militärregierung die Entwicklung des kommunalen Selbstverwaltungsrechts bis am 1. April 1946 eine neue Regelung mit teilweise grundsätzlichen Änderungen in Kraft trat. Statt des Landrats leitete der Oberkreisdirektor als kommunaler Beamter die Verwaltung. Der Landrat als Vorsitzender des Kreistags stand ihm ehrenamtlich bei.
Das Gesetz zur Neugliederung von Gemeinden des Landkreises Coesfeld reduzierte am 1. Juli 1969 die Anzahl der Gemeinden des Kreises:
- Die Stadt Billerbeck und die Gemeinden Kirchspiel Billerbeck und Beerlage wurden zur neuen Stadt Billerbeck zusammengeschlossen
- Buldern und Hiddingsel wurden zur neuen Gemeinde Buldern zusammengeschlossen
- Die Gemeinde Kirchspiel Coesfeld wurde in die Stadt Coesfeld eingegliedert
- Büren, Estern, Gescher, Harwick, Tungerloh-Capellen und Tungerloh-Pröbsting wurden zur neuen Stadt Gescher zusammengeschlossen
- Darfeld und Osterwick wurden zur neuen Gemeinde Rosendahl zusammengeschlossen
- Die Ämter Billerbeck, Buldern und Gescher wurden aufgelöst

Der Kreis umfasste seitdem noch 14 Städte und Gemeinden.
Am 1. Oktober 1969 wurde aus dem Landkreis der Kreis Coesfeld.
Durch das Münster/Hamm-Gesetz wurden am 1. Januar 1975 weitere Gemeinden fusioniert und der Kreis Coesfeld aufgelöst:
- Lette wurde in die Stadt Coesfeld eingegliedert
- Dülmen, Buldern, Kirchspiel Dülmen, Merfeld und Rorup wurden zur neuen Stadt Dülmen zusammengeschlossen
- Darup und Limbergen wurden Teil der Gemeinde Nottuln
- Holtwick und Rosendahl wurden zur neuen Gemeinde Rosendahl zusammengeschlossen
- Der Kreis Coesfeld sowie die Ämter Dülmen und Rorup wurden aufgelöst
- Es wurde ein neuer Kreis Coesfeld durch Zusammenschluss der Kreise Lüdinghausen (teilweise) und Coesfeld gebildet. Zusätzlich kamen die Gemeinden Nottuln mit Appelhülsen und Schapdetten und Havixbeck mit Hohenholte und Bösensell (früher Amt Roxel) aus dem ehemaligen Kreis Münster hinzu. Gleichzeitig gab der Kreis Coesfeld die Stadt Gescher an den neuen Kreis Borken ab[9]

## Einwohnerentwicklung
| Jahr | Einwohner | Quelle |
| ---- | --------- | ------ |
| 1819 | 36.567    | [ 10 ] |
| 1832 | 37.183    | [ 1 ]  |
| 1858 | 41.459    | [ 11 ] |
| 1871 | 40.530    | [ 12 ] |
| 1880 | 42.013    | [ 12 ] |
| 1890 | 44.468    | [ 13 ] |
| 1900 | 48.764    | [ 13 ] |
| 1910 | 57.578    | [ 13 ] |
| 1925 | 66.627    | [ 13 ] |
| 1939 | 58.980    | [ 13 ] |
| 1950 | 74.948    | [ 13 ] |
| 1960 | 83.100    | [ 13 ] |
| 1970 | 96.000    | [ 14 ] |
| 1973 | 99.800    | [ 15 ] |

## Politik

### Landräte
1816–1822: Clemens Maria Franz von Bönninghausen
1822–1823: Ernst von Westhoven
1823–1867: Clemens Mersmann (1788–1867)
1867–1904: August von Bönninghausen
1905–1919: Maximilian von Fürstenberg
1919–1932: Walter vom Hove
1932–9999: Barbrock (vertretungsweise)
1932–1936: Rudolf Klein (1885–1971)
1936–9999: Ernst Kribben (1898–1976) (vertretungsweise)
1936–1945: Jakob Stachels
1945–1946: Bernhard Wening
1946–1949: Johannes Dieker (CDU)
1949–1950: Franz Johann Reimann (Zentrum)
1950–1951: Ernst Meister (kommissarisch)
1951–1952: Johannes Kathmann (Zentrum)
1952–1961: Johannes Bockholt (CDU)
1961–1974: Heinrich Hörnemann (CDU)

### Oberkreisdirektoren
1946–1951: Bernhard Wening
1951–1953: Georg Wilhelm Zinser
1954–1974: Heinrich Kochs

### Ergebnisse der Kreistagswahlen ab 1946
In der Liste werden nur Parteien und Wählergemeinschaften aufgeführt, die mindestens zwei Prozent der Stimmen bei der jeweiligen Wahl erhalten haben.
Stimmenanteile der Parteien in Prozent
| Jahr   | CDU  | SPD  | DZP  | FDP | BHE |
| ------ | ---- | ---- | ---- | --- | --- |
| 119461 | 48,0 | 15,2 | 33,7 |     |     |
| 1948   | 36,5 | 21,6 | 40,8 |     |     |
| 1952   | 47,1 | 13,7 | 26,7 | 3,8 | 8,4 |
| 1956   | 49,5 | 17,5 | 23,5 | 3,4 | 6,1 |
| 1961   | 58,9 | 15,3 | 16,7 | 3,2 | 4,9 |
| 1964   | 62,6 | 19,5 | 12,4 | 5,5 |     |
| 1969   | 60,1 | 25,8 | 09,0 | 5,1 |     |

Fußnote
1 1946: zusätzlich: KPD: 2,4 %

### Wappen
Blasonierung: „Gespalten von Rot und Gold; vorn ein stehender weiß gekleideter segnender Bischof, zu seinen Füßen eine goldene Gans, hinten ein roter Balken.“
Die Farben und der rote Balken entstammen dem Wappen des Stifts Münster, dem das Kreisgebiet bis 1802/03 angehört hatte. Der Bischof mit der Gans symbolisiert den heiligen Liudger, den ersten Bischof von Münster. Er gilt als Gründer von St. Lamberti in Coesfeld. Die Gans taucht seit dem 17. Jahrhundert als sein Attribut auf.

## Gliederung des Kreises Coesfeld bis 1974
Der alte Kreis Coesfeld gliederte sich vor der kommunalen Neugliederung in zwei amtsfreie Städte, eine amtsfreie Gemeinde und sechs Ämter mit einer Stadt und 19 Gemeinden auf einer Fläche von 612,03 km² mit 93.116 Einwohnern (Stand 30. Juni 1967). Bis auf die Stadt Coesfeld, die lediglich erweitert wurde, wurden sämtliche Gemeinden und Ämter des Kreises zum 1. Juli 1969 durch das Gesetz zur Neugliederung von Gemeinden des Landkreises Coesfeld vom 24. Juni 1969 bzw. zum 1. Januar 1975 durch das Münster/Hamm-Gesetz vom 9. Juli 1974 aufgelöst und zu neuen Gemeinden zusammengeschlossen.
| Gemeinde               | Amt            | Gemeinde ab 1975                                              | Eingemeindung         |
| ---------------------- | -------------- | ------------------------------------------------------------- | --------------------- |
| Beerlage               | Amt Billerbeck | Billerbeck                                                    | 01.07.1969            |
| Billerbeck, Kirchspiel | Amt Billerbeck | Billerbeck                                                    | 01.07.1969            |
| Billerbeck, Stadt      | Amt Billerbeck | Billerbeck                                                    | 01.07.1969            |
| Buldern                | Amt Buldern    | Buldern (amtsfrei) Dülmen                                     | 01.07.1969 01.01.1975 |
| Büren                  | Amt Gescher    | Gescher                                                       | 01.07.1969            |
| Coesfeld, Kirchspiel   | amtsfrei       | Coesfeld                                                      | 01.07.1969            |
| Coesfeld, Stadt        | amtsfrei       | Coesfeld                                                      |                       |
| Darfeld                | Amt Osterwick  | Rosendahl (Amt Osterwick) Rosendahl                           | 01.07.1969 01.01.1975 |
| Darup                  | Amt Rorup      | Nottuln                                                       | 01.01.1975            |
| Dülmen, Kirchspiel     | Amt Dülmen     | Dülmen                                                        | 01.01.1975            |
| Dülmen, Stadt          | amtsfrei       | Dülmen                                                        | 01.01.1975            |
| Estern                 | Amt Gescher    | Gescher                                                       | 01.07.1969            |
| Gescher                | Amt Gescher    | Gescher                                                       | 01.07.1969            |
| Harwick                | Amt Gescher    | Gescher                                                       | 01.07.1969            |
| Hiddingsel             | Amt Buldern    | Buldern (amtsfrei) Dülmen                                     | 01.07.1969 01.01.1975 |
| Holtwick               | Amt Osterwick  | Rosendahl                                                     | 01.01.1975            |
| Lette                  | Amt Rorup      | Coesfeld                                                      | 01.01.1975            |
| Limbergen              | Amt Rorup      | Buldern (amtsfrei) (teilweise) Dülmen und Nottuln (Hauptteil) | 01.07.1969 01.01.1975 |
| Merfeld                | Amt Dülmen     | Dülmen                                                        | 01.01.1975            |
| Osterwick              | Amt Osterwick  | Rosendahl (Amt Osterwick) Rosendahl                           | 01.07.1969 01.01.1975 |
| Rorup                  | Amt Rorup      | Dülmen                                                        | 01.01.1975            |
| Tungerloh-Capellen     | Amt Gescher    | Gescher                                                       | 01.01.1969            |
| Tungerloh-Pröbsting    | Amt Gescher    | Gescher                                                       | 01.01.1969            |

## Kfz-Kennzeichen
Am 1. Juli 1956 wurde dem damaligen Landkreis bei der Einführung der bis heute gültigen Kfz-Kennzeichen das Unterscheidungszeichen COE zugewiesen.